# 神奈幸子
神奈 幸子（かな さちこ、1946年5月13日  - ）は、日本の元・漫画家。神奈川県秦野市出身、本名は加藤幸子、血液型はA型、大秦野高校卒業。
本名では同姓同名の人物が多いので、出生地・神奈川県の"神奈"と本名の"幸子"を組み合わせ、ペンネームを作成。またカナカナと鳴く蝉のヒグラシから、"その日ぐらし"の意味も含むとは本人の弁。

## 来歴
神奈川県秦野市に生まれ、幼少期は牧美也子・細川智栄子・水野英子・わたなべまさこらの作品を『少女クラブ』等で読む。中学時代より石ノ森章太郎の『龍神沼』に心酔し、本格的に漫画家への夢を持つようになって、高校時代には『墨汁二滴』という、デビュー前の西谷祥子がリーダーの肉筆同人誌に参加する機会に恵まれる。その参加メンバーに志賀公江も在籍していて、奇遇にも同じ高校に通う生徒だった事が判明する。
高校卒業後は一旦就職し2年間事務職で働きながら、夜間自宅で漫画を描きつつ漫画家への道を模索する中、里中満智子の新人漫画賞受賞ニュースをテレビで見てデビューする方法を知り、講談社に応募したら最終選考に残る。両親の反対を受けたので貯金したのち講談社の社屋近くの賃貸アパートで1人暮らしを開始し、半年ほどの修業期間を経て20歳・1966年「ボンジュール・マドモアゼル」（別冊少女フレンド）で念願の漫画家デビューを果たす。
1970年から週刊少女フレンドでも描き始め "学園ラブコメディの名手" としての神奈幸子の初期代表作が「ミニのあの子は応援団長」（原作・堀寿子）。他に「お蝶でござんす」（原作・羽生敦子）など、学校生活をユーモラスに描いた明るい作品を発表する。
「別冊少女フレンド」で1977年1月号より半年ほど連載した「ロスマリンの伝説」は、1740年に開始されたオーストリア系ハプスブルク家のマリア・テレジア皇位継承問題による戦時下での悲運な若い恋人たち村娘リナと貴族の青年フィリップの純愛を語りつつも、同時にその当時の領土争いの歴史も描かれ不条理さを訴え、女帝マリア・テレジアの若き姿も登場し興味深いと評価され、70年代の名作少女漫画115作を総括した双葉社ムック本で丸々1頁を使って紹介されている。
1976年頃より徐々に大人向けのレディースコミック誌に重点を移し始め、「結婚の条件」シリーズなどを描く。
青池保子と親交があり、1979年頃『エロイカより愛をこめて』を2日間徹夜で手伝ったときに当初無名のマフィアの大ボスを神奈が描いたのだが、のちに青池が「ジャン・マリア・ボロボロンテ」と名付け、青池の代表作の一つを支える名脇役が誕生したエピソードがある。
編集委員会の委員長を石ノ森章太郎が務めた『日本漫画家名鑑500』にて、「恋人失格」・「ミニのあの子は応援団長」・「女と男の交差点」・「雲のゆくえ」の4作品の書影を代表作として掲載している（1992年時点）。
90年代後半より、講談社のみでなく集英社等の女性漫画誌でも第一線の活躍を続けるも、2004年に母親が脳溢血で倒れたために介護に本腰を入れざるを得ないという圧倒的な現実に直面し、「もう、少女まんがは描けない」と考え机も片付け、およそ40年の長きに渡る漫画家活動を休止した。

## 主要単行本リスト
- ロスマリンの伝説（講談社、別冊フレンドKC、1978年、全2巻）
- やさしいライバル（講談社、BE　LOVE　KC、1988年）
- 夢ドレスアップ（講談社、Me　KC、1988年）
- 億万長者のメランコリー（講談社、Me　KC、1988年）
- ミセス･麻里子の気分はうふふ（講談社、BE　LOVE　KC、1988年）
- 時には恋人のように（講談社、BE　LOVE　KC、1989年）
- 結婚の研究（講談社、モーニングKC、1989年）
- ワンペア・パラダイス（講談社、BE　LOVE　KC、1990年、全2巻）
- オークヒルハウスの三姉妹（講談社、Me　KC、1990年）
- 恋人失格（講談社、BE　LOVE　KC、1990年）
- 虹色のキーワード（講談社、BE　LOVE　KC、1990年）
- 猫のみる夢（講談社、BE　LOVE　KC、1990年）
- 彼のいる街（集英社、YOUコミックス、1991年）
- 窓をあければ（講談社、Me　KC、1991年）
- ティファニーで約束を（講談社、BE　LOVE　KC、1992年）
- バラの花咲く家（集英社、YOUコミックス、1994年）
- ぴあの（講談社、BE　LOVE　KC、1994年）
- 梅宮小春と申します（スコラLC、1996年）
- 花鳥風月（秋田書店、秋田コミックスCOLLET、1996年）